# Drapeau de la Kalmoukie
L'actuel drapeau de la Kalmoukie date de l'autonomie de la république au sein de la fédération de Russie en 1993.
Le drapeau est à la 151e position du State Heraldic Register of the Russian Federation (en).

## Symbole
Sa symbolique, adoptée en 1993, est d'inspiration bouddhiste, le bouddhisme tibétain étant la principale religion du pays. La particularité de celle-ci : c'est la seule religion bouddhiste majoritaire dans un État européen, est aujourd'hui un facteur important de l'identité nationale kalmouke.
- Le jaune représente le soleil,
- le bleu représente le ciel,
- le lotus blanc représente la pureté,
- l'ensemble symbolise la paix et la vie en harmonie.

## Drapeau historique

Ancien drapeau de la Kalmoukie de 1992 à 1993.

L'ancien drapeau de la Kalmoukie est basée sur celui de l'ancienne Grande armée du Don, ayant existé entre 1918 et 1920.
Il était composé de trois bandes tricolores horizontales, une bleu, une jaune et une rouge. La bande centrale jaune était deux fois plus grande que les bandes extérieures et à l'intérieur de laquelle l'inscription de couleur rouge « Kalmoukie » y est inscrite en todo bitchig.